# Igor Lukšić
Igor Lukšić (Antivari, 14 giugno 1976) è un politico montenegrino, primo ministro del Montenegro dal 2010 al 2012.

## Biografia
Igor Lukšić nacque ad Antivari, nell'allora Repubblica Socialista di Montenegro. Nel 1998, Lukšić si laureò all'Università del Montenegro nella Facoltà di Economia a Podgorica. Lukšić conseguì anche un Dottorato di Ricerca in economia nel 2005.
Venne eletto al Parlamento del Montenegro nel 2001. Nel 2003 divenne consigliere del ministro delle pubbliche relazioni, oltre ad essere incaricato come vice ministro degli affari esteri della Serbia e Montenegro.
Il 16 febbraio 2004, Lukšić venne nominato ministro delle finanze della Repubblica di Montenegro dal primo ministro montenegrino Milo Đukanović. Rimase ministro anche dopo la dissoluzione dello stato di Serbia e Montenegro nel giugno 2006, quando il Montenegro conseguì la piena indipendenza, sotto il governo di Željko Sturanović e riconfermato nel successivo governo Đukanović nel febbraio 2008, diventando uno dei tre vice premier nel dicembre dello stesso anno.

### Primo ministro del Montenegro
Il 21 dicembre 2010, Đukanović annunciò le proprie dimissioni da primo ministro e indicò Lukšić come suo successore tra i membri del Partito Democratico dei Socialisti del Montenegro. A 34 anni, al momento della sua nomina, Igor Lukšić divenne più giovane primo ministro al mondo.
Nel ruolo di primo ministro, Lukšić si occupò come priorità dell'integrazione euro-atlantica del Montenegro, che, quattro giorni prima delle dimissioni di Đukanović, il 17 dicembre 2010, ottenne lo status di candidato ufficiale da parte dell'Unione europea, della lotta alla corruzione e delle riforme economiche. Terminò il proprio mandato il 4 dicembre 2012.

## Incarichi ricoperti
| Carica                                                   | Inizio mandato   | Fine mandato     | Predecessore        | Successore       |
| -------------------------------------------------------- | ---------------- | ---------------- | ------------------- | ---------------- |
| Ministro degli affari esteri e dell'integrazione europea | 4 dicembre 2012  | 28 novembre 2016 | Nebojša Kaluđerović | Srđan Darmanović |
| Primo ministro                                           | 29 dicembre 2010 | 4 dicembre 2012  | Milo Đukanović      | Milo Đukanović   |
| Ministro delle finanze                                   | 16 febbraio 2004 | 29 dicembre 2010 | Miroslav Ivanišević | Milorad Katnić   |